# Université Shinshū
 (janvier 2018).
L'université Shinshū (信州大学, Shinshū Daigaku, couramment abrégée en Shindai, 信大) est une université nationale japonaise, située à Matsumoto dans la préfecture de Nagano (en plus de Matsumoto qui abrite le campus principal, deux autres villes de la même préfecture abritent des campus secondaires, Nagano pour les facultés d'éducation et d'ingénierie, et Ueda pour la faculté de science et technologie des textiles).

## Composantes
L'université est structurée en facultés de 1er cycle (学部, gakubu), qui ont la charge des étudiants de 1er cycle universitaire, et en facultés de cycles supérieurs (研究科, kenkyūka), qui ont la charge des étudiants de 2e et 3e cycle universitaire.

### Facultés de1ercycle
L'université compte 8 facultés de 1er cycle (学部, gakubu).
- Faculté des arts
- Faculté d'éducation
- Faculté d'économie
- Faculté de science
- Faculté de médecine
- Faculté d'ingénierie
- Faculté d'agriculture

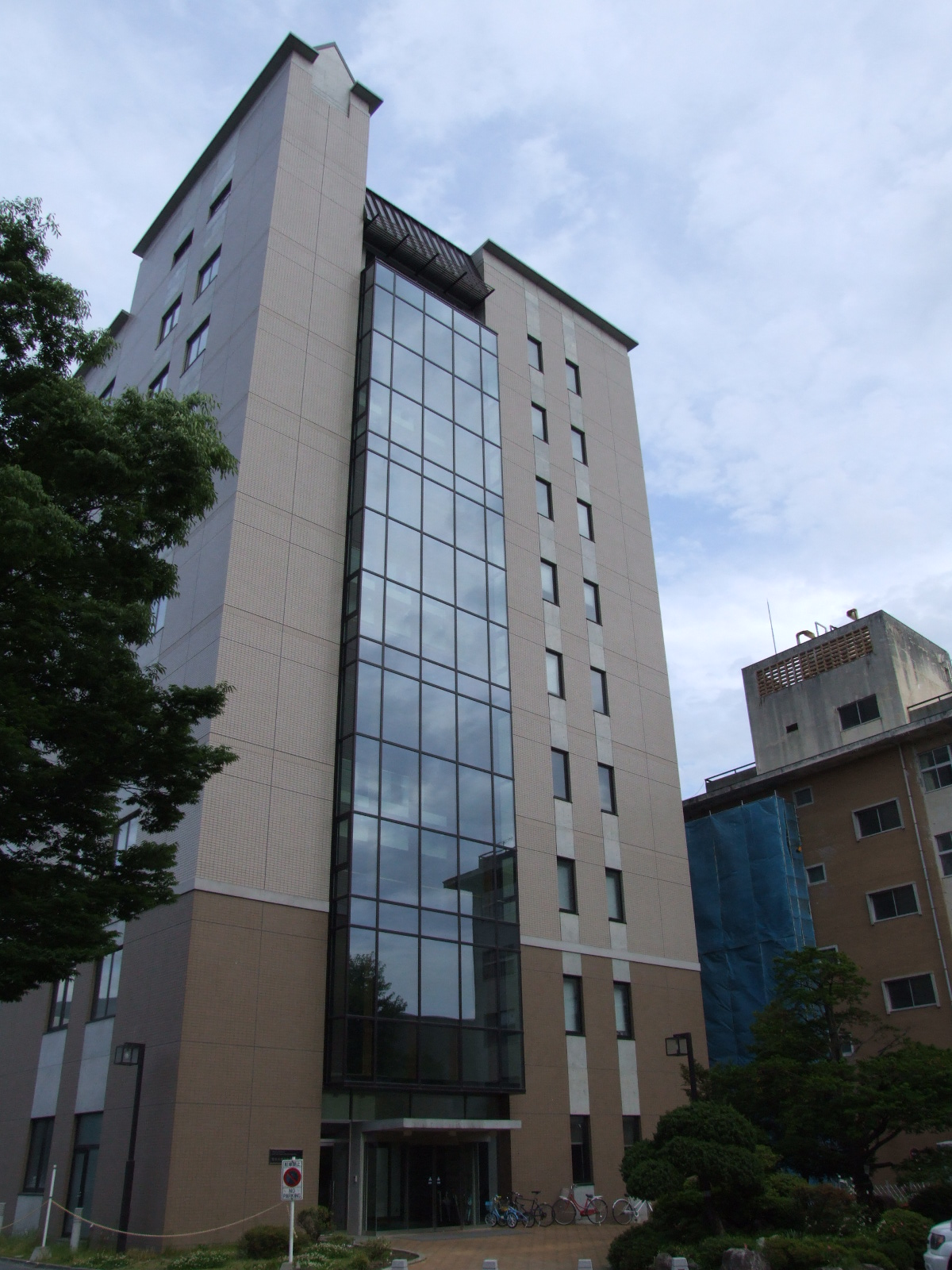

- Faculté de sciences et technologie des textiles

### Facultés de cycles supérieur
L'université compte 9 facultés de cycles supérieurs (研究科, kenkyūka).
- Faculté d'arts
- Faculté d'éducation
- Faculté d'études industrielles et sociales
- Faculté de sciences et de technologies
- Faculté d'agriculture
- Faculté d'agriculture, en commun avec l'université de Gifu
- Faculté de médecine
- Faculté de biosciences et de technologies des textiles
- École de droit